# Michnay Gyula
Michnay Gyula Ottó (Malomsok, 1922 – ?, 2011. április 30.) disszidens internált, politikai elítélt, az egyetlen, aki a recski kényszermunkatáborból véglegesen megszökött.

## Fiatalkora
A pécsi honvéd főreálgimnáziumból 1940-ben került a soproni tiszti iskolába, ahonnan azonban hamarosan távoznia kellett: zsidó nagyanyja miatt a tiszti pálya bezárult előtte, behívták viszont munkaszolgálatra. Parancsnoki beosztásban szolgáló apja egy katonai zöldségszárító üzemben talált neki biztonságos helyet, s közben beavatta abba a titkos németellenes tiszti összeesküvésbe, amelyben részt vett. Michnay Gyula megszökött a náci munkaszolgálatból, és egy hamis igazolványokat előállító titkos nyomdában dolgozott. A háború után a Szövetséges Ellenőrző Bizottság tolmácsaként a hadifogságból szabaduló amerikai, angol és francia katonák ügyeit intézte. Nem politizált, de az új, immáron kommunista rezsim lassanként kirajzolódó természete sem tetszett neki. 1947 áprilisában és májusában koholt vádak alapján az Andrássy út 60-ban, majd a szovjet főhadiszálláson fogva tartották. Tekintettel arra, hogy hivatalosan soha meg nem indokolt fogva tartása idején a koncepciós perben megvádolt, majd később elítélt kisgazdapárti Nagy Ferenc miniszterelnök személyi titkárának, dr. Kapócs Ferencnek rabtársa volt, és így a cellatárssal folytatott beszélgetések során akár politikai titkokat is megtudhatott. Ezt követően politikai okokból az ÁVO fogságába került, továbbra is bármiféle bírósági ítélet vagy eljárás megindítása nélkül. Ottani fogva tartását követően először a Kistarcsai Központi Internálótáborba, majd a titkos recski kényszermunkatáborba deportálták, ahol embertelen körülmények között, folyamatos éheztetés, végkimerülésig dolgoztatás és állandó terrorizálás, verések és kínzások között tartották, mint minden elítéltet.

## A recski szökés előkészületei
Kezdetben egyedül tervezett megszökni, de amikor kiderült, hogy a kőművesként dolgoztatott rabok – fegyveres kísérővel ugyan – ki-be járhatnak a táborból, megváltoztatta a tervét. A rabtársai által csak Jules-nek becézett férfi rendkívül kockázatos, de részletes szabadulási akciót dolgozott ki. A csapatban mindenkinek személyre szabott feladata volt. Volt, aki ruhaanyagokat tudott lopni a szabóműhelyből, más bőrszíjakat szerzett, egy volt katonatiszt pedig megtervezte az álgépfegyver makettjét, amit a fűrészüzemben készítettek el. Michnay és az ávós tisztet alakító Lőcsey Géza katonaiskolát végeztek, értettek a terepen való álcázáshoz, és tudták azt is, hogy lehet átjutni egy aknazáron.

## A szökés története
1951. május 20-án reggel egy géppisztolyos ávós tiszt hét rabot kísért ki a recski internálótáborból. A politikai foglyok többsége soha nem mehetett a kerítés túloldalára, de néhány köztörvényes elítélt munkájára szükség volt egy építkezésen. A kőfejtéshez használt robbanóanyagok raktárát a táboron kívül kellett felépíteni, nehogy a rabok valahogy hozzájussanak. Két őrtorony között ideiglenes ajtót vágtak a drótkerítésen a munkások számára. Vasárnap volt, a tornyokban vigyázó ávósok alig várták a váltást, nem sokat törődtek az épülő raktár felé haladó, szerszámokat cipelő, lehajtott fejű foglyokkal és az őket kísérő tiszttel. Amikor a menet látótávolságon kívül, a közeli erdőbe ért, gyorsan ledobták magukról a rabruha felsőrészét, és futásnak eredtek. A szabóműhelyben, titokban összetákolt tiszti egyenruha mellett a földön hagyták a fából és konzervdobozból barkácsolt géppisztolyt is.
Tekintettel arra, hogy a recski haláltáborról az ország közvéleménye nem tudott, a Belügyminisztérium kiemelten kínos incidensként kezelte a történteket. A megmenekült foglyokat harmincezer ávós, határőr és rendőr kereste az országban. Minden tanácsi hivatalban ki volt ragasztva az arcképük: hivatalosan mint börtönből szökött rablógyilkosokat körözték őket.
A kényszermunkatáborból megszököttek közül egyedül Michnay jutott át a határ túloldalára, többi társát (Mózes Mihályt, Stern Mendelt, Stern Pált, Lőcsey Gézát, Kihut Józsefet, Kertész Jánost és Haraszti Józsefet) elfogták.
Michnay így emlékezett vissza menekülésére:
„Én az életemért futottam. De azok a szabad emberek, akik nekem segítettek, ők a hősök… őket kivétel nélkül mind az ÁVÓ begyűjtötte, kivallatta, megkínozta.”
Recskről korábban soha senki nem szökött meg végleges sikerrel. Michnay szökése előtt 1950 szeptemberében Dobó József ugyan szintén sikeresen szökött meg.  Az ÁVH azonban családtagjait begyűjtötte, és lehetséges kivégzésük hírét szétküldve rábírta Dobót, hogy adja fel magát. Dobó – családját a biztos haláltól megmentve – feladta magát.

## Nyugati fogadtatás

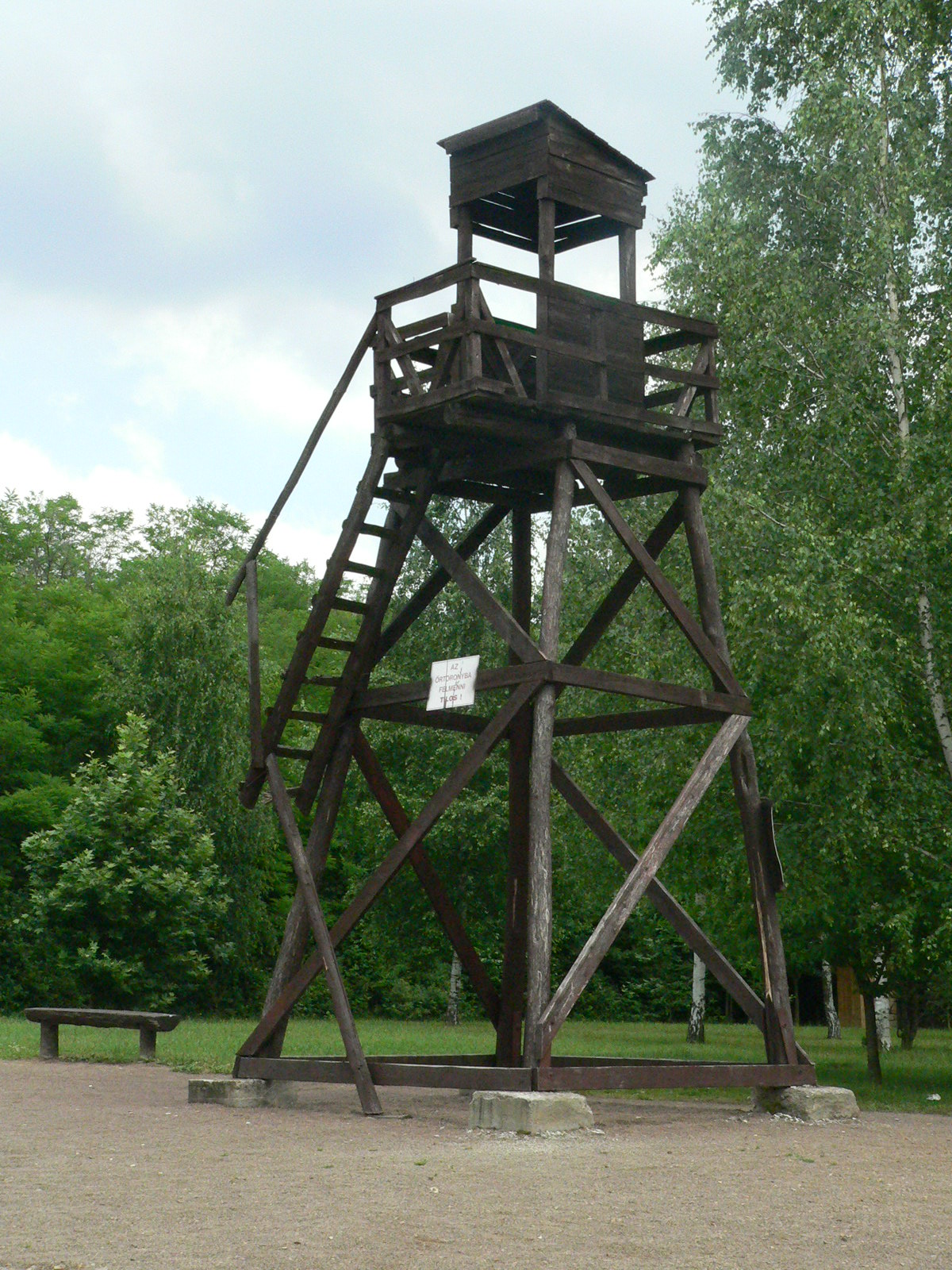
Őrtorony Recsken

Michnay 1951. június 4-én megérkezett Ausztriába. A nyugatiak kezdetben kémnek hitték, ezért közel két hétre Ausztriában is bebörtönözték, de miután sikerült tisztáznia magát, elsőként tudatta a világgal, hogy a kommunista rezsim embertelen táborokat tart fenn Magyarországon. Erről eddig hivatalosan a CIA sem tudott, pedig ekkorra már 30 internálótábor működött csak Magyarországon, országosan 100 000 fogvatartottal. Michnaynak Nyugaton kezdetben hónapokig nem hittek és csak báró Weiss Edit (Weiss Manfréd lánya) és Michnay nagynénje, Michnay Ida (Georges Clemenceau fiának felesége) közbenjárására tudta az Amerika Hangja és a Szabad Európa Rádióban 520 recski rabtársa nevét részletekben beolvastatni, abból a célból, hogy habár segíteni nem tud áldozattársain, legalább azok családja megtudja, mi lett hozzátartozóik sorsa. Későbbi beszámolók szerint a névsorrészletek rádiós felolvasásakor Budapesten az utcák kiürültek, mindenki hozzátartozói nevének esetleges felbukkanását várta a titokban hallgatott rádióadásban. Recsk léte így a közvélemény számára is ismertté vált, de végleges bezárása csak 1958-ban történt meg.

## Élete a szökést követően
Michnay Gyula kezdetben egy salzburgi menekülttáborban élt, de a kelet-európai menekültek sorsa várt rá Németországban is. Később a linzi bevándorlási hivatalban dolgozott tolmácsként, majd fizikai munkásként helyezkedett el. Életének történetét a Mint Mohamed koporsója című, Szegeden a Belvedere Kiadó gondozásában megjelent önéletrajzi regényében írta meg.

## Könyve
- Mint Mohamed koporsója. Életrajzi írások; szerk. Jancsák Csaba, Kiss Gábor Ferenc, sajtó alá rend. P. Karajos Kinga; Belvedere Meridionale, Szeged, 2001 (Szemtanú) ISBN 9630070383; 2. jav. kiad. Belvedere Meridionale,  Szeged, 2002 (Szemtanú)